# Tricimba concava
Tricimba concava är en tvåvingeart som beskrevs av Ismay 1993. Tricimba concava ingår i släktet Tricimba och familjen fritflugor. Inga underarter finns listade i Catalogue of Life.